# 三下
三下（さんした）とは、丁半打の仲間の内で下っ端の者を意味する言葉である。三下奴とも。また博打打の仲間でなくても下っ端の者を指したり、単に取るに足らない者を指す場合にでも三下という言葉が使われる場合がある。
三一（さんぴん）とは語源が異なる。
類義語としての上位に貸元、代貸、出方がおり、貸元が最上位である。
語源は、博打が行われるさいの振られたサイコロの目数が三よりも下だったならば勝ち目がないというところから言われ始めたことから。表番、下足番、使番などといった仕事を行う者を表す階級を意味する言葉として三下が使われていることもある。